# Seleção Francesa de Rugby Sevens Masculino
A Seleção Francesa de rugby sevens representa a França nos torneios de rugby sevens. É uma das seleções mais renomadas da Europa, seu continente, que compete na Série Mundial de Rugby Sevens, na Copa do Mundo de Rugby Sevens e nos Jogos Olímpicos.
O melhor resultado da França na Série Mundial foi terminar em sétimo, o que conquistou duas vezes em 2003-04 e 2005-06. Na Copa do Mundo, a equipe chegou em quinto lugar na edição de 2005 e 2013.
Em 2024, conquistou o ouro nos Jogos Olímpicos em Paris a derrotar a seleção fijiana na final por 28–7.

## Desempenho

### Jogos Olímpicos
| 2016  | Quartas-de-final   | 7                  | 6                  | 3                  | 0                  | 3                  |
| 2020  | Não se classificou | Não se classificou | Não se classificou | Não se classificou | Não se classificou | Não se classificou |
| 2024  | Final              | 1                  | 6                  | 4                  | 1                  | 1                  |
| Total | 1 título           | 1/3                | 12                 | 7                  | 1                  | 4                  |

### Copa do Mundo
| 1993  | Rodada final              | 15º | 6  | 2  | 0 | 4  |
| 1997  | Quartas de final          | 8º  | 5  | 4  | 0 | 1  |
| 2001  | Quartas de final          | 21º | 6  | 2  | 0 | 4  |
| 2005  | Quartas de final          | 5º  | 6  | 4  | 0 | 2  |
| 2009  | Quartas de final          | 13º | 4  | 2  | 0 | 2  |
| 2013  | Quartas de final          | 5º  | 4  | 2  | 1 | 1  |
| 2018  | Quartas de final          | 8º  | 4  | 2  | 0 | 2  |
| 2022  | Disputa pelo quinto lugar | 6º  | 4  | 2  | 0 | 2  |
| Total | 0 títulos                 | 0/8 | 35 | 18 | 1 | 16 |